# Mercantilismo português
O chamado Mercantilismo português designa um período particular de aplicação de medidas económicas mercantilistas no país, sob o reinado de Pedro II de Portugal por iniciativa de seu Ministro das Finanças, Luís de Meneses (1675-1690), 3º conde da Ericeira.

## História
As medidas inscreveram-se num momento de crise da economia portuguesa, que se devia, em linhas gerais, às vultosas despesas com a Guerra da Restauração (1640-1668), o declínio do comércio açucareiro do Brasil face à concorrência do açúcar das Antilhas, e uma baixa dos produtos portugueses (vinho, sal) no mercado internacional.
A sua adoção foi inspirada, em grande partem na obra de Duarte Ribeiro de Macedo, "Discussão Sobre a Introdução das Artes no Reino", que afirmava:
"(...) Acharemos (e não ainda todos) que só o pano de linho [feito em Portugal] e os sapatos são obras nossas. Chapéus, já se desprezam os nossos, e não se estima homem limpo o que não traz chapéus de França. (...).  O único meio que há para evitar este dano e impedir que o dinheiro saia do Reino é introduzir nele as artes [manufacturas]. (...).
O dinheiro nos reinos tem a qualidade que tem o sangue no corpo de alimentar todas as partes dele; e para o alimentar anda em perpétua circulação, de sorte que não para senão com a inteira ruína do corpo. Isto mesmo faz o dinheiro. (…)"
Entre as medidas aplicadas pelo conde de Ericeira, destacaram-se:
- a Pragmática de 1677;
- a introdução de indústrias manufatureiras;
- a concessão de créditos para a instalação daquelas manufaturas no país.
- O fortalecimento de uma marinha que protegesse os interesses portugueses no exterior.A sua acecpção mais recente tem origem no mercantilismo medieval.[3]

## A Pragmática de 1677
A Pragmática de 1677 foi uma legislação, desse ano, que se aplicava ao uso de vestuário no país. Consistia na proibição do uso de produtos de luxo importados, ou seja, só se podiam usar peças de origem nacional.
O estímulo ao uso de produtos nacionais levou a um relativo desenvolvimento das manufaturas no país, sobretudo o fabrico de tecidos de lã. Uma fábrica foi estabelecida na Covilhã, região onde abundava a água (força motriz para os teares e matéria-prima para o tingimento dos tecidos) e o gado ovino.

## O fracasso das medidas mercantilistas
O fracasso dessas medidas mercantilistas foi determinado por diversos fatores.
A diminuição de importações, nomeadamente de Inglaterra, levou a que aquela nação passasse a boicotar a aquisição de vinhos portugueses, o que causou descontentamento entre a nobreza portuguesa ligada à produção vinícola, nomeadamente na região do rio Douro. O impasse gerado levaria à assinatura do polémico Tratado de Methuen em 1703, que estipulava que Portugal adquiriria os lanifícios (tecidos)  ingleses ao passo que os ingleses comprometiam-se a adquirir os vinhos portugueses e que alguns historiadores entendem ter se constituído em legislação nociva aos melhores interesses de Portugal, comprometendo a génese do processo manufatureiro português.
Ao mesmo tempo, com o fim da Guerra Luso-Neerlandesa, nomeadamente das invasões holandesas no Brasil, a reconquista de Angola e a recuperação de colónias portuguesas depois da Restauração, registou-se um ressurgimento do comércio colonial.
Complementarmente, na passagem do século XVII para o século XVIII, com a descoberta das jazidas de ouro no Brasil (e posteriormente das lavras de diamantes), Portugal passou a contar com abundantes recursos que lhe permitiram prescindir das anteriores medidas mercantilistas.